# Serrat de Pregona
El Serrat de Pregona és un serrat del terme municipal de Sant Quirze Safaja, de la comarca del Moianès.
Està situada a la zona sud-occidental del terme de Sant Quirze Safaja, a ponent de la masia de Pregona. És, de fet, el contrafort nord-est del Serrat de les Vinyes. Arrenca d'aquest serrat en el mateix lloc de la Serra de les Vinyes, de la qual va divergint. En la seva part septentrional passa a ponent de les masies de Pregona i de les Saleres.